# Feuerwehrfahrzeuge in der DDR
Die Entwicklung der Feuerwehrfahrzeuge der DDR begann 1949, dem Gründungsjahr der Deutschen Demokratischen Republik. Zu unterscheiden sind dabei Löschfahrzeuge in der DDR, Tanklöschfahrzeuge in der DDR, Drehleitern in der DDR und weitere Aufbauten.

## H3, H3A, W50

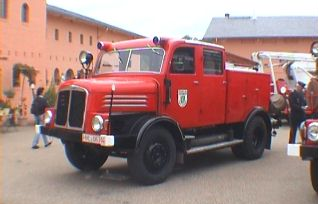
TLF 15 auf H3A

Im VEB Horch Automobilwerk Zwickau wurde der Lastkraftwagen H3 gefertigt. Das Löschfahrzeug LF 15 war das erste Löschfahrzeug, das auf diesem Fahrgestell vom VEB Feuerlöschgerätewerk Luckenwalde aufgebaut wurde. Die Lkw-Produktion in Zwickau wurde weiterentwickelt und auf der Frühjahrsmesse in Leipzig konnte bereits 1949 als Nachfolgermodell der H3A vorgestellt werden. Die Löschfahrzeugproduktion auf diesem Fahrgestell begann 1953. Das war auch das Jahr, in dem die Standardisierung (Normung) von Löschfahrzeugen in der DDR begann. Auf dem H3A-Fahrgestell wurden in den VEB Feuerlöschgerätewerken (FLG) Luckenwalde, Jöhstadt und Görlitz Löschfahrzeuge (LF 15), im VEB FLG Luckenwalde Rettungsgerätewagen (RTGW), Schlauchkraftwagen (SKW 12), Kommandowagen (KdoW) in den VEB FLG Jöhstadt und Görlitz Tanklöschfahrzeuge (TLF 15), und im VEB Horch Automobilwerk Zwickau Einsatz-Lastkraftwagen (ELKW) gebaut.
Die Feuerlöschgerätewerke hatten bereits eine lange Tradition. Das VEB FLG Luckenwalde ging aus der Firma Koebe hervor, das FLG Görlitz hatte seinen Ursprung in der Firma G. A. Fischer und der Vorgänger des FLG Jöhstadt war die Firma E. C. Flader.
Im Jahr 1958 begann die Ära der zweiten Generation der DDR-Lkw-Produktion. Der S4000-1 sollte auch das Basisfahrgestell für die nächste Generation von Feuerwehrfahrzeugen sein. Der nun umbenannte „VEB Automobilwerk Zwickau“ produzierte Fahrgestelle für das Löschfahrzeug LF 16 TS8, das Tanklöschfahrzeug TLF 16, die Löschfahrzeuge LF 16 Chemie und LF 16 CO2, den Gerätewagen GW 60, den Grubenwehr-Einsatzwagen (GEW), die Drehleitern DL 22 und DL 25, den Atemschutzeinsatzwagen (AEW), den Rettungsgerätewagen (RTGW), den Schlauchwagen SKW 14 TS8 und den Einsatz-Lkw (ELKW). Ab 1960 wurde die Produktion des Fahrgestells nach Werdau in das VEB Kraftfahrzeugwerk „Ernst Grube“ Werdau verlagert.

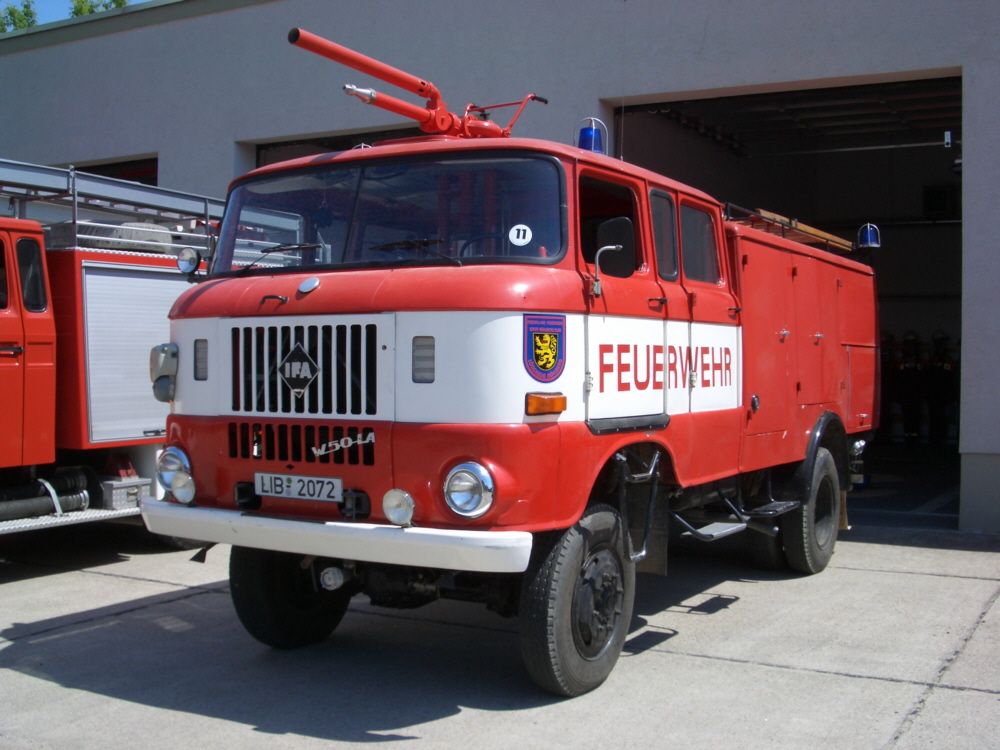
TLF auf IFA W50

In Werdau wurden zusätzlich Lkw vom Typ IFA G5 und IFA H6 gefertigt. Auch sie dienten Feuerwehrfahrzeugen als Basisfahrgestell. Der G5 diente als Fahrgestell für das geländegängige Tanklöschfahrzeug (TLF 15) und den Werkstattwagen (WstW), der H6 für den Rettungsgerätewagen (RTGW) und den Gasschutzgerätewagen (GSGW). Besondere Fahrgestelle waren der Prototyp N7 für die Drehleiter (DL 30) und der Kran ADK V/5 Panther (KW 5).
Mit dem IFA W50 entstand 1965 die nächste Lkw-Generation. Er wurde im VEB IFA Automobilwerk Ludwigsfelde produziert und bildete bis 1990 das Basisfahrzeug der dritten Feuerwehrgeneration der DDR. Es wurden das Löschgruppenfahrzeug (LF 16 TS 8), die Tanklöschfahrzeuge (TLF 16, TLF 16 GMK und TLF 16.01), der Gerätewagen (GW), die Drehleitern DL 30, DL 30 K (Korb) und DL 30.01, der Schlauchwagen (SW 30 Container) und der Werkstattwagen (WStW) im VEB FLG Luckenwalde aufgebaut. Anfang der 80er Jahre wurden als Prototypen zwei Aerosollöschfahrzeuge auf einem Drehleiter- und einem Kranfahrgestell aufgebaut.
Der Rettungsgerätewagen (RTGW) auf W50 war eine Notlösung. Diese Fahrzeuge waren ehemalige Bautrupp-Lkw der Post und wurden durch den VEB IFA-Karosseriewerk Wilsdruff umgebaut.

## Garant, Granit, Robur

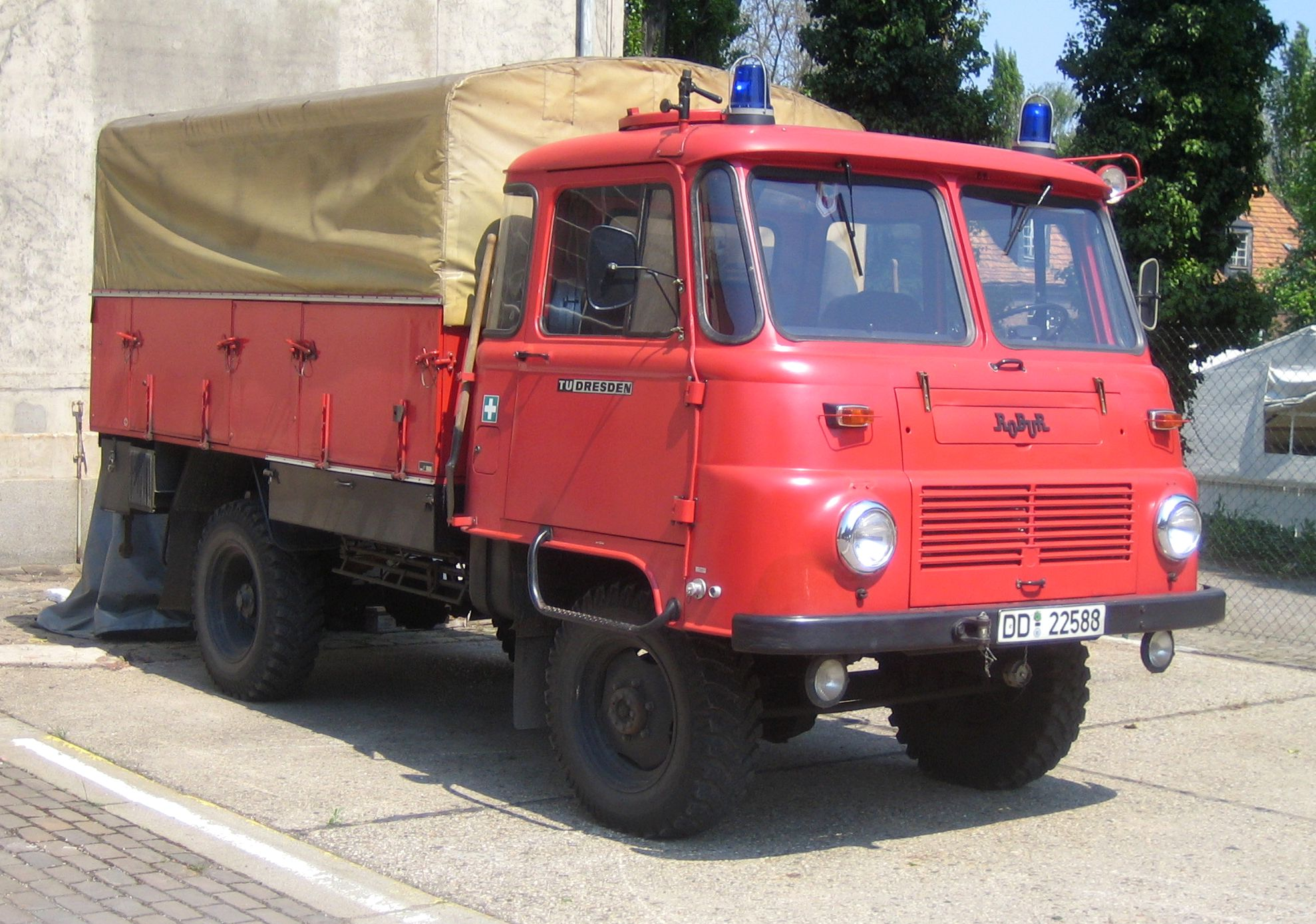
LF 8 auf Basis eines Robur LO 2002 A

Neben diesem Fahrzeug in der 3- bis 4-Tonnen-Klasse wurden in der DDR im ehemaligen Phänomen-Werk in Zittau Lkw gebaut, die ebenfalls für den Aufbau von Feuerwehrfahrzeugen genutzt wurden. Ab 1949 wurden im VEB „Phänomen“ Zittau ein Löschfahrzeug (LF) auf einem Granit-27-Fahrgestell gefertigt, ab 1953 dann auf dem Fahrgestell des Granit 30k. 1950 folgte das Löschfahrzeug LF-LKW-STA sowie 1951 das LF-LKW-TS8-STA, erst 1955 wurden Fahrzeuge mit fest eingebauter Feuerlöschpumpe (das LF 8-TS 8-STA) gebaut. Die Hersteller der Aufbauten waren der VEB FLG Görlitz und der VEB FLG Luckenwalde.
Ab 1962 erfolgte auch in Zittau ein Generationswechsel. Der Robur LO 1800 A wurde aus der Taufe gehoben. Das Fahrgestell des LO diente als Basis für eine Reihe von Einsatzfahrzeugen der Feuerwehr. So entstanden neben den LF8-TS8-STA, einem Lkw mit fest eingebauter Feuerlöschkreiselpumpe, einer Tragkraftspritze 8/8 und einem Schlauchtransportanhänger, Rettungswagen (RTW), Kommandowagen (KdoW), Mannschaftstransportfahrzeug (MTF) und Leichtschaumlöschfahrzeuge (LF8-LS1/1).

## B 1000

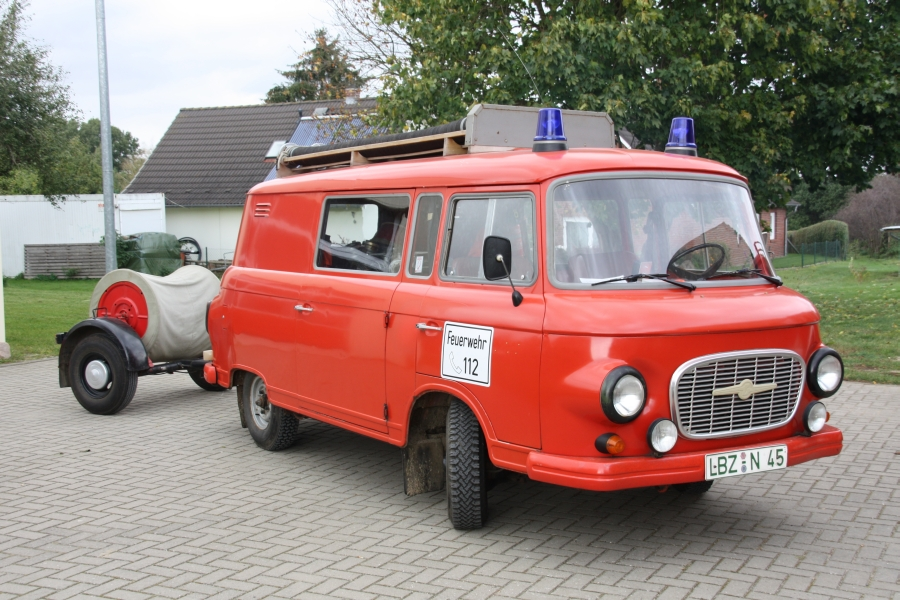
Barkas B 1000 mit Schlauchhaspelanhänger

Für die Freiwilligen Feuerwehren wurde ab 1961 im VEB Barkas-Werke Karl-Marx-Stadt ein Kleinlöschfahrzeug (KLF-TS8-STA) gebaut. Andere Varianten von Feuerwehrfahrzeugen auf dem B-1000-Fahrgestell waren der Rettungswagen (RTW), der Ausrückedienstwagen (ADW; heute Einsatzleitwagen, ELW), der Atemschutzkontrollwagen (ASKW) und das Vorausfahrzeug (VF).